# Diskant (Instrument)
Diskant bezeichnete ursprünglich ab dem Beginn des 17. Jahrhunderts das höchste Instrument der in Chören  gebauten Musikinstrumente, z. B. Diskantpommer oder Diskantgambe. Der Tonumfang dieser Instrumente lag in der oberen Hälfte des gesamten Tonbereichs, teilweise oberhalb der Singstimme. Für heutige Instrumente, die nur noch in Ausnahmefällen in Stimmfamilien gebaut werden (z. B. Blockflöten, Saxophone), wird eher der Begriff Sopran verwendet.
Weitere Bedeutungen des Begriffes Diskant (älter auch Discant) sind
- die Oberstimme eines Tonsatzes und dementsprechend Musikinstrumente mit hoher Tonlage.[1]

- die rechte Hälfte einer Klaviatur.[2]